# ساندرا كافالكانتي
ساندرا كافالكانتي (30 أغسطس 1925 - 11 مارس 2022) سياسية برازيلية ولغوية وأكاديمية. كانت نائبة من 1987 إلى 1995. توفيت كافالكانتي في 11 مارس 2022 عن عمر يناهز 96 عامًا.

## الإذاعة والتلفزيون
ساندرا هي ابنة عم المذيع التلفزيوني الراحل فلافيو كافالكانتي، عملت في وسائل اتصال مختلفة مثل: راديو غلوبو وتي في توبي ونظام التلفزيون البرازيلي وشبكة مانشيتشي وفي صحيفة ألتيما هورا.